# Rheinpanorama

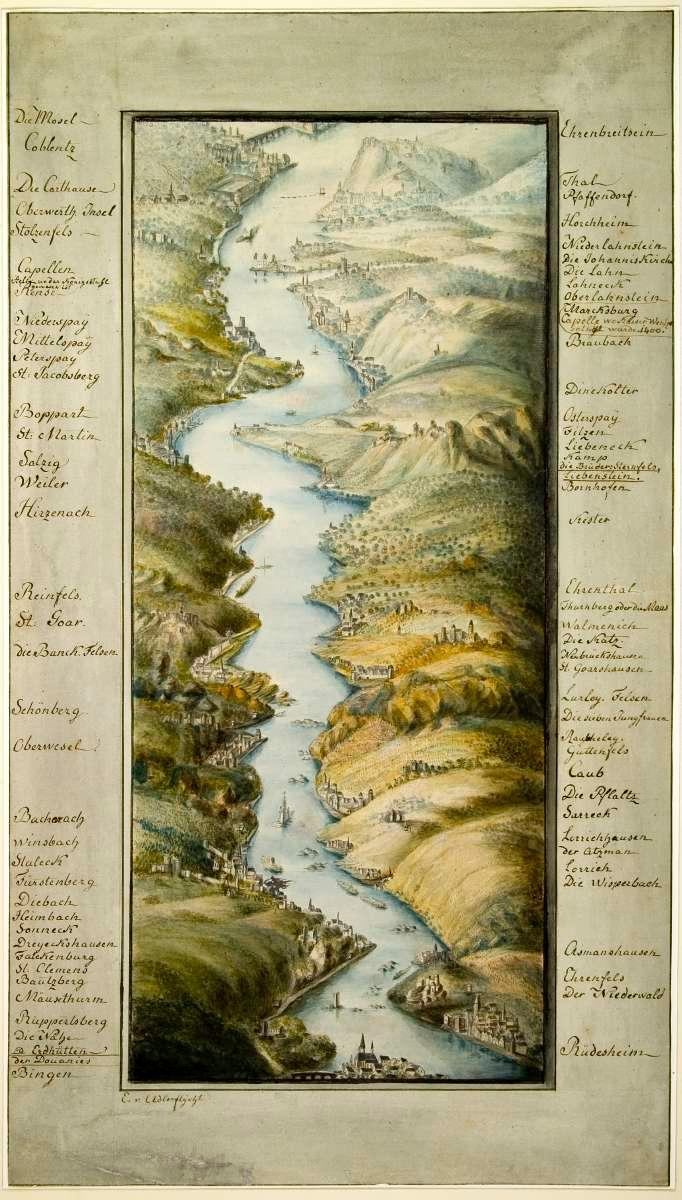
Erstes Rheinpanorama von Elisabeth von Adlerflycht, 1811, Historisches Museum Frankfurt

Delkeskamps Neues Panorama von Mainz bis Cöln. Blatt Köln 1837.

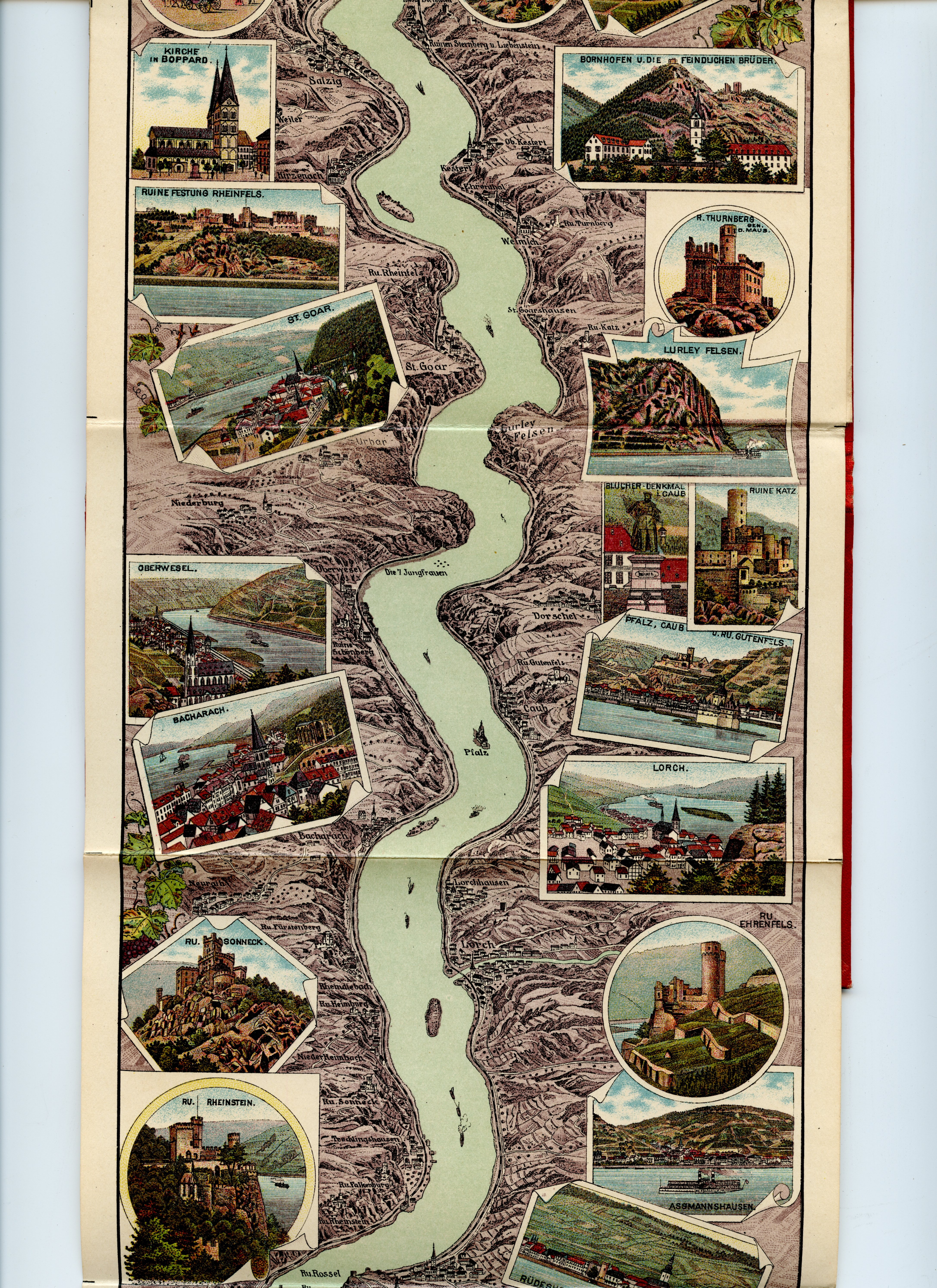
Rheinpanorama von 1909

Das Rheinpanorama (auch Relief-Panorama) ist eine Darstellungsform der fortlaufenden Parallelprojektion. Diese ist allgemein der Typus einer Bildkarte für  geographische Objekte und wird z. B. auch zur Veranschaulichung von Bodensee, Donau oder Vierwaldstättersee verwendet.
Nach einer Rheinreise 1811 fertigte Elisabeth von Adlerflycht (1775–1846) aus Frankfurt a/M, die eine künstlerische Ausbildung besaß, ein Aquarell-Panorama, das den Rhein von der Mündung der Nahe bis zur Mündung der Mosel aus der Vogelperspektive unter einem Blickwinkel von 45 Grad quasi dreidimensional zeigt. Ihre Tochter Sophie war seit 1820 mit Georg Cotta verheiratet, dem Sohn von Johann Friedrich Cotta (1764–1832), dem seinerzeit wohl bekanntesten Verleger und politischen Publizisten, der 1822 das Blatt vom Lithographen Keller auf den Stein zeichnen ließ und die sowohl Bildidee wie lithographische Ausführung im "Kunst-Blatt" vom 28. Oktober 1822, der Beilage zum Morgenblatt würdigen ließ. Schon 1823 erschien eine verkleinerte Raubkopie als Lithographie bei Friedrich August Mottu (1786–1828) in Köln.
Dann erfolgte die Weitergabe der Bildidee an den Kupferstecher Friedrich Wilhelm Delkeskamp (1794–1872). Zur Oster-Messe 1825 erschien beim Frankfurter Verleger Friedrich Wilmans (1765–1830) das erste auf den Tourismus zielende Rheinpanorama von Delkeskamp. Sieben Kupferplatten waren nötig, um die zur klassischen Route werdende Rheinstrecke zwischen Mainz und Köln anschaulich darzustellen. Die Kupferstiche im hochrechteckigen Format umfassten 234 cm in der Länge und 23 cm in der Breite. Anhand der praktischen Leporelloform konnte der Schiffsreisende das quergehaltene Leporello einfach durch Umklappen der Doppelseiten der momentanen Position des Schiffes anpassen. Bei Wilmans erschienen zwei weitere Auflagen, 1829 und im Stahlstich 1832, sowie in Köln, Paris, London und Brüssel acht Raubkopien. Unstimmigkeiten mit dem Wilmans-Verlag führten dazu, dass Delkeskamp 1837 ein Neues Panorama des Rheins von Mainz bis Köln im eigenen Verlag herausgab, das erstmals Randbilder der größten Sehenswürdigkeiten aufwies und alle zwei Jahre aktualisiert mit deutschem, englischem oder französischem Textheft neu aufgelegt wurde. 1842 erweiterte Delkeskamp sein Panorama bis Speyer, 1844 dann auf den gesamten Rhein von Basel bis zur Mündung. Delkeskamp blieb zeitlebens Marktführer, hatte aber viele Wettbewerber: Bis in die Gegenwart entstanden eine unüberschaubare Vielzahl an Leporello-Panoramen des Rheins und auch andere Formate, so 1833 als Lithographie das Panorama des Rheins oder Ansichten des rechten und linken Rheinufer von Mainz bis Coblenz von Friedrich Carl Vogel.
Auch in neuester Zeit gibt es Versuche, den Rhein bildlich zu erfassen; so wurde von Stephan Kaluza das komplette linke Rheinufer zu einem Panoramabild zusammengefügt.